# Московская государственная академия физической культуры
Московская государственная академия физической культуры (МГАФК) — российское государственное образовательное учреждение высшего профессионального образования. Расположена в пос. Малаховка Московской области. За период деятельности академии было подготовлено более 20 тысяч специалистов в области физической культуры и спорта, спортивной медицины и спортивного менеджмента.

## История
Этапы развития учебного заведения:
- 1931 — Отделение физического воспитания педагогического техникума;
- 1933 — Московский областной техникум физической культуры;
- 1955 — Республиканская учебно-спортивная база;
- 1960 — Центральная школа тренеров РСФСР;
- 1964 — Спортивный факультет Смоленского государственного института физической культуры;
- 1968 — Малаховский филиал Смоленского государственного института физической культуры;
- 1976 — Московский областной государственный институт физической культуры (МОГИФК);
- 1994 — Московская государственная академия физической культуры (МГАФК).

Большой вклад в развитие отечественной науки, подготовку научных кадров, высококвалифицированных специалистов физической культуры и спорта внесли профессора Н. Д. Граевская, В. В. Громыко, М. М. Боген, Е. Е. Биндусов, А. Н. Воробьёв, Г. С. Деметер, А. Д. Ермаков, В. И. Жолдак, В. Б. Коренберг, В. П. Кубаткин, В. К. Кузнецов, В. С. Левин, Л. С. Малыгин, Ю. В. Менхин, Е. Д. Никитина, В. Г. Петрухин, Р. А. Пилоян, А. В. Портнов, И. Н. Решетень, А. В. Сахно, С. Г. Сейранов, Н. Л. Семиколенных, М. М. Синайский, Ю. Ф. Скворцов, Ю. И. Смирнов, А. Д. Солдатов (первый ректор),  К. У. Тайсаев, Ю. Ф. Удалов, В. С. Фомин, Ю. А. Фомин, В. П. Черемисин, К. Л. Чернов.
Многие выпускники МГАФК получили мировую известность. Студентами и выпускниками вуза было завоевано более 900 медалей на Олимпийских играх, чемпионатах мира и Европы, более 50 выпускников стали заслуженными тренерами СССР, РФ.

## Известные выпускники
- См. Категория:Выпускники Московской академии физической культуры